# Мініспідниця

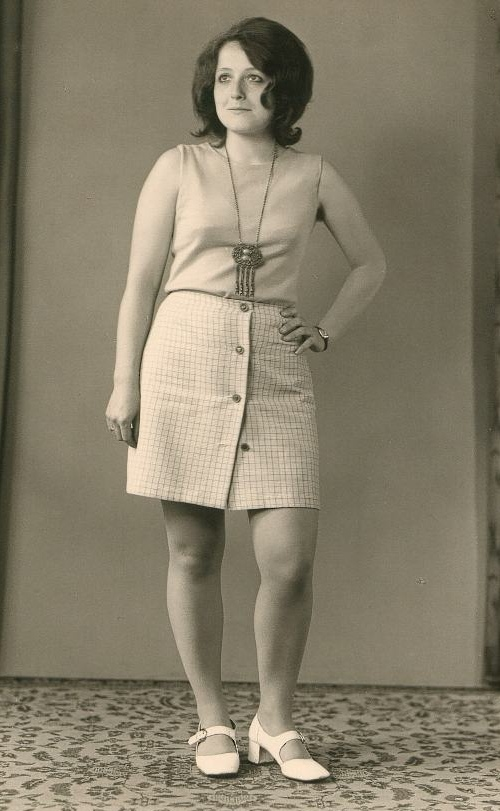
Жінка в мініспідниці, 1970

Мініспідниця — коротка спідниця, зазвичай вище колін на понад 15 см. Мініспідниці набули масового поширення у 1960-х.

## Походження

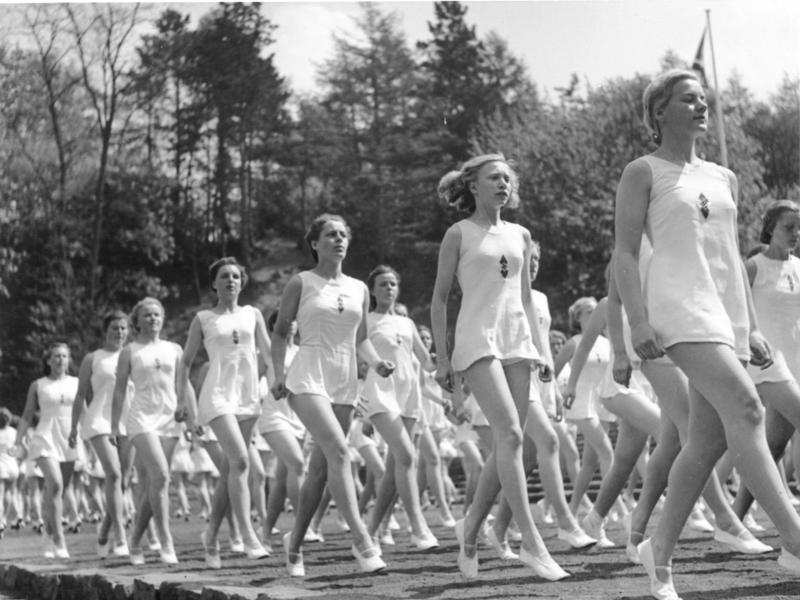
Гімнастки в міні сукнях з Союзу німецьких дівчат, 1941 рік

Вважається, що сучасна мініспідниця створена англійською модельєркою-дизайнеркою Мері Квант в 1960-х роках. Іноді появу мініспідниці пов'язують з ім'ям французького модельєра Андре Курреж. Відомо також, що 1956 року костюмерка фільму «Заборонена планета» зробила кілька мініспідниць для акторки Енн Френсіс. Редактор журналу «Vogue» вважає, що ідея мініспідниць належить дизайнерові Джону Бейтсу.
Мері Квант мала магазин одягу Bazaar в Лондоні. З кінця 1950-х вона почала експериментувати з укороченими моделями спідниць, результатом чого стала поява мініспідниці 1965 року. Мода на мініспідниці стала швидко поширюватися. Надалі популяризатором мініспідниць у світі високої моди виступив Андре Курреж. Його моделі мініспідниць були менш обтягуючими, їх носили з білими чобітьми в стилі Go-go, або з гольфами.
Зростанню популярності мініспідниці сприяла поява англійської моделі Джин Шримптон (Jean Shrimpton) в короткій сукні під час перегонів у Мельбурні 1965 року, що викликало сенсацію. Хоча, за словами самої Шримптон, довжина спідниці пояснювалася тим, що у дизайнера не вистачило матеріалу.
З середини 1960-х з'явилися мікро-спідниці, які заледве прикривають інтимні частини тіла. У 1970-х мініспідниці потіснили довші спідниці «максі» і «міді». 
У 1980-х роках міні почали входити в ділову моду. Нині спідниця є елементом не тільки ділового, а й романтичного, спортивного стилів.

## Галерея

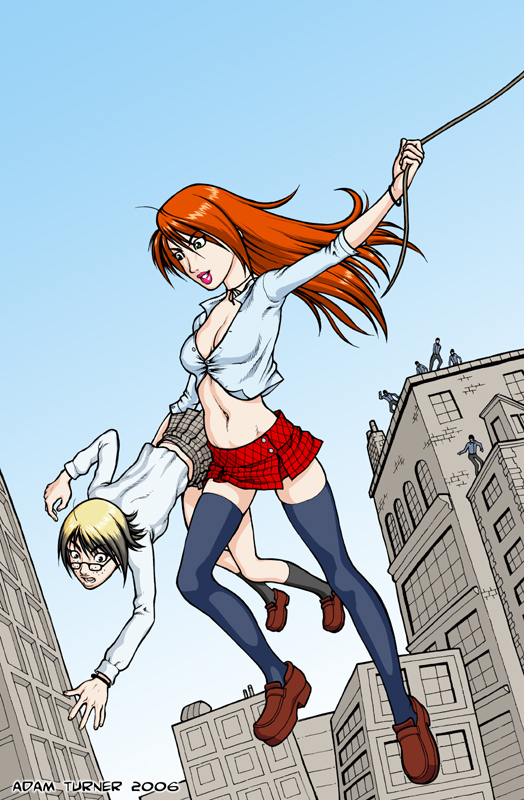
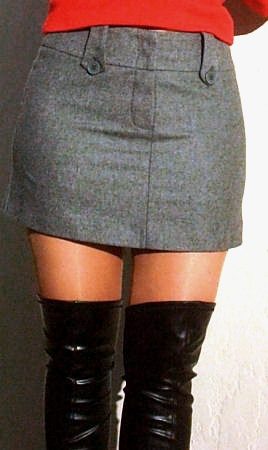
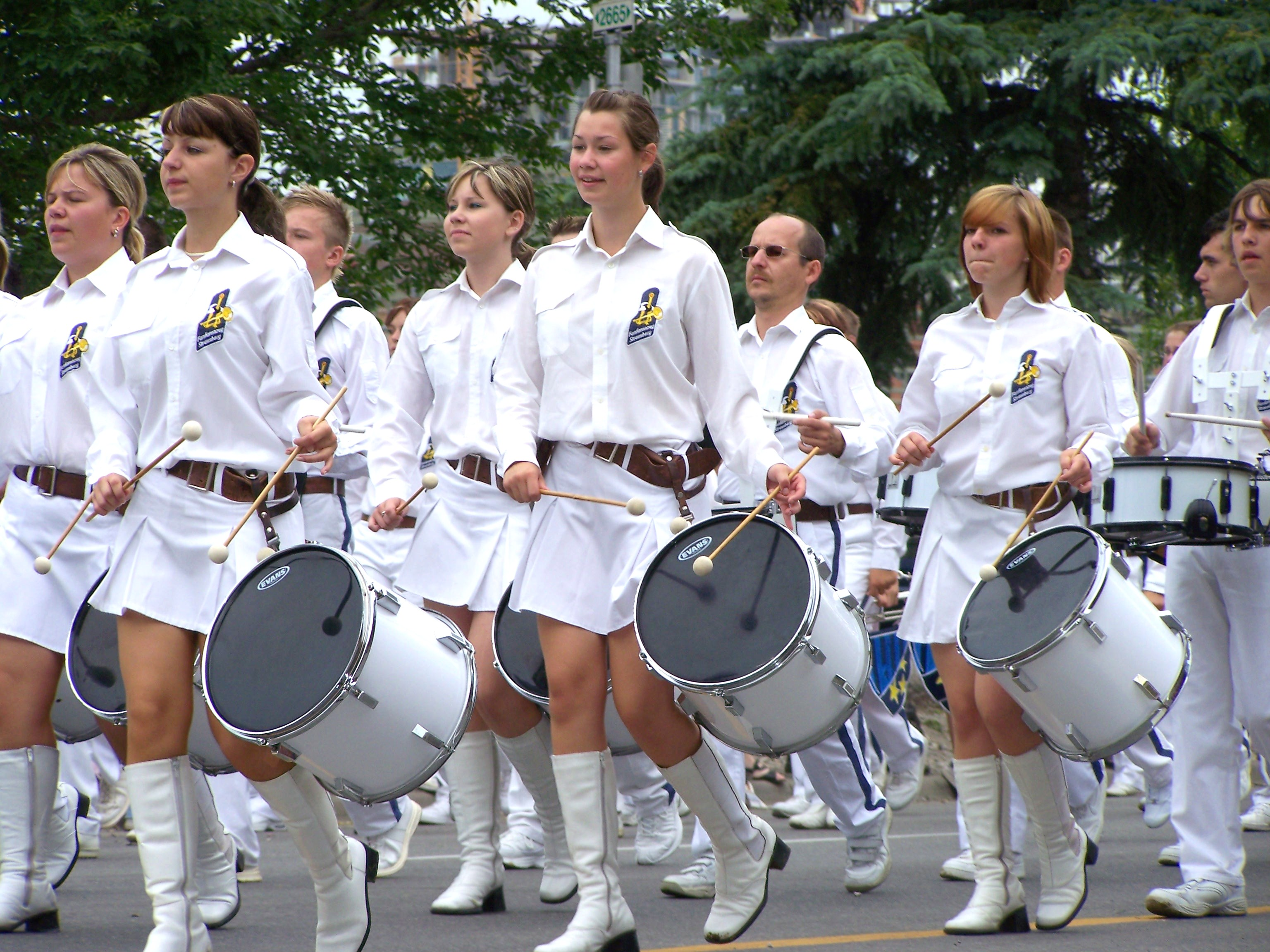
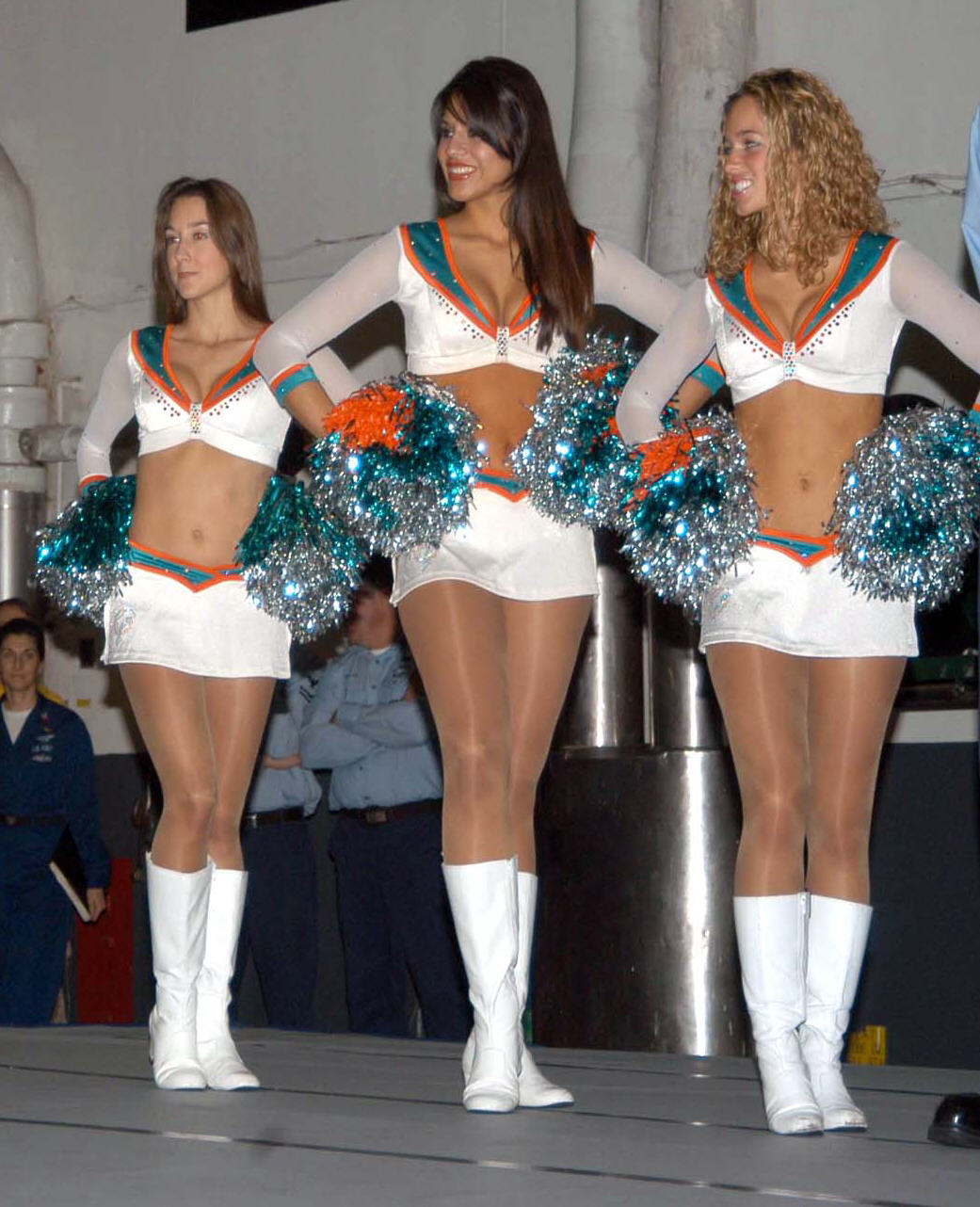
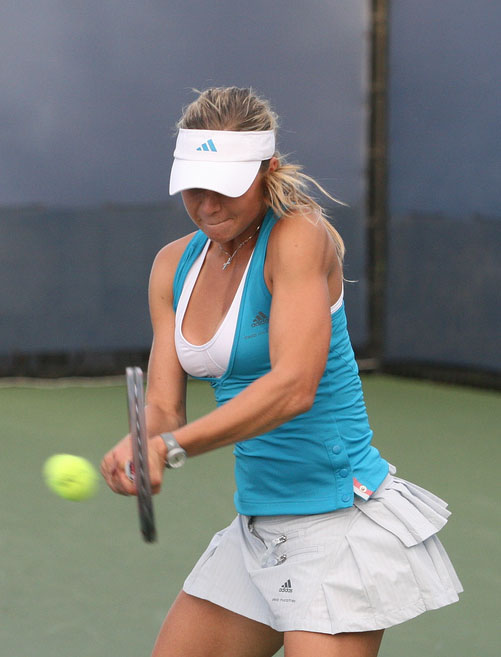